# جون هوفمان (لاعب كرة قاعدة)
جون هوفمان (بالإنجليزية: John Hoffman)‏ هو لاعب كرة قاعدة أمريكي، ولد في 31 أكتوبر 1943 في أبردين في الولايات المتحدة، وتوفي في 27 ديسمبر 2001 في سياتل في الولايات المتحدة.

## وصلات خارجية
- جون هوفمان على موقعبيزبول رفرنس.كوم (الدوري الرئيسي) (الإنجليزية)